# Donovan in Concert
| 전문가 평가 | 전문가 평가 |
| 평가 점수   | 평가 점수   |
| 출처        | 점수        |
| ----------- | ----------- |
| Allmusic    | [ 2 ]       |
| Amazon.com  | [ 3 ]       |

《Donovan in Concert》는 스코틀랜드의 싱어송라이터 도노반의 여섯 번째 음반이자 그의 경력의 첫 번째 라이브 음반이다. 1967년 11월 17일, 캘리포니아주 애너하임의 애너하임 컨벤션 센터에서 녹음되었다. 1968년 6월, 미국에서, 1968년 9월, 영국에서 발매되었다. 이 음반은 미국 차트에서 18위에 올랐다.

## 배경
이 콘서트는 도노반이 《A Gift from a Flower to a Garden》을 발표하기 몇 달 전에 녹음되었으며, 영국 싱글 B-사이드를 포함하여 미국 관객들에게 널리 알려지지 않았을 몇 곡이 포함되었다. 〈Poor Cow〉는 도노반이 영화 《불쌍한 암소》에 등장하면서 바뀐 원래 제목인 〈Poor Love〉라고 소개했다. 1968년 2월 〈Jennifer Juniper〉의 B-사이드로 발매되었을 때 이 타이틀은 유지되었다.
콘서트의 음악은 당시 도노반의 싱글보다 훨씬 더 가라앉았고, 도노반은 플루트 연주자 해럴드 맥네어와 타악기 연주자 토니 카를 포함한 그의 이전 음반에서 함께 녹음했던 핵심 음악가 그룹의 지원을 받았다. 그들은 포크에서 재즈에 이르기까지 많은 장르의 음악을 연주한다. 이 콘서트는 (로스앤젤레스 라디오 방송국의) KRLA 라디오 퍼스낼리티인 리드 워커에 의해 소개되었고, 그는 도노반의 아버지 도널드 리치에게 진행을 맡긴다.

## 곡 목록
모든 곡들은 도노반 리치에 의해 작사/작곡하였다.
| #  | 제목                    | 재생 시간 |
| -- | ----------------------- | --------- |
| 1. | 〈Intro〉               | 3:25      |
| 2. | 〈Isle of Islay〉       | 4:21      |
| 3. | 〈Young Girl Blues〉    | 6:09      |
| 4. | 〈There Is a Mountain〉 | 3:04      |
| 5. | 〈Poor Cow〉            | 3:28      |
| 6. | 〈Celeste〉             | 5:15      |
| 7. | 〈The Fat Angel〉       | 3:24      |
| 8. | 〈Guinevere〉           | 2:42      |

| #  | 제목                              | 재생 시간 |
| -- | --------------------------------- | --------- |
| 1. | 〈Widow with Shawl (A Portrait)〉 | 3:34      |
| 2. | 〈Preachin' Love〉                | 5:03      |
| 3. | 〈The Lullaby of Spring〉         | 3:08      |
| 4. | 〈Writer in the Sun〉             | 4:30      |
| 5. | 〈Pebble and the Man〉            | 3:10      |
| 6. | 〈Rules and Regulation〉          | 2:54      |
| 7. | 〈Mellow Yellow〉                 | 4:18      |